# Всемирные русские студии
«Всемирные русские студии» (РВС, Russian World Studios, RWS) — русская кинокомпания, занимающаяся производством и дистрибуцией полнометражных и многосерийных фильмов.

## История
Компания основана в июне 1998 года бывшим генеральным директором телекомпании «Видеоарт-Профи» Юрием Сапроновым и программным директором телеканала РТР Андреем Смирновым как ООО «Интерактивное телевидение». Самыми первыми работами студии стали детские телепередачи «Мама, папа, я — спортивная семья» и «Телепузики» (русская версия), производившиеся в 1999—2002 годах для РТР.
В 2000 году в студии решили сосредоточиться на производстве телевизионных сериалов, и первым таким проектом стал «Маросейка, 12» на РТР. В 2003 году появилось название «RWS Студия», и с того же времени началась работа над телесериалом, который во многом определил успех компании, — «Зона».
В 2005-м году был открыт отдел дистрибуции «RWS». В декабре 2007 года «RWS» вошла в состав акционерной финансовой корпорации (АФК) «Система», и тем самым компания приобрела новое юридическое лицо — «Закрытое акционерное общество „Всемирные русские студии“». Доля АФК составляла 51 %, доля менеджмента «RWS» — 49 %. Некоторое время у «RWS» функционировали зарубежные представительства в Лондоне, Люксембурге, Гонконге и Лос-Анджелесе.
В сентябре 2008 года был открыт филиал «RWS» — студия «РВС — Санкт-Петербург», который возглавил Дмитрий Месхиев. Спустя несколько месяцев Месхиев стал главным продюсером «RWS», а генеральным директором студии — Юрий Сапронов.
В июле 2009 года концерн средств массовой информации и рекламы ОАО «Система Масс-медиа», на тот момент управляемый основателем «RWS» Андреем Смирновым, перекупил долю своей материнской компании в «RWS». Вскоре после этого в заставках проектов студии стала появляться подпись «Всемирные русские студии» вместо «Russian World Studios».
Осенью 2010 года «Всемирные русские студии» принимали участие в организации московских съёмок голливудского блокбастера «Миссия невыполнима: Протокол Фантом» от компании «Paramount Pictures», вышедшего в прокат в конце 2011 года.
В декабре 2011 года Дмитрий Месхиев покидает кинокомпанию, перейдя в Комитет по культуре Санкт-Петербурга.
7 февраля 2012 года студия «РВС — Санкт-Петербург» была реорганизована в ОАО (позже — АО) «Объединённые русские киностудии» («Киностудия ОРК»), и её основным направлением стало участие в процессе постпродакшн различных кинокартин и сериалов.
В феврале 2014 года Юрий Сапронов приобрёл 49 % «RWS» в обмен на принадлежавшие ему 12,5 % в «Система Масс-медиа».
В марте 2015 года ОАО «Система Масс-медиа» вышло из акционеров «Всемирных русских студий» и спустя месяц было ликвидировано. Не очень долгое время АФК «Система» владела 30 % процентами «RWS», а Юрий Сапронов — остальными 70 %.
8 июля 2016 года ЗАО «Всемирные русские студии» было преобразовано в АО. С февраля 2017 года 26 % процентов компании принадлежат входящему в АФК «Система» венчурному фонду «Sistema Venture Capital», 24 % — АО «Билдинг-Сервис», остальной долей продолжает владеть Юрий Сапронов.
Среди наиболее известных картин, снятых кинокомпанией — «Антидурь», телесериалы «Морской патруль», «Рыжая», «Шальной ангел», «Атлантида», «Бедная Настя», «Линии судьбы», «Врачебная тайна», «Вербное воскресенье», «Дыши со мной», «Тест на беременность».

## Кинофильмы
| Фильм          | Дата выхода в прокат | Прокатчик            | Сборы в России и СНГ | Дата премьеры на ТВ | Телеканал | Рейтинг/ доля |
| -------------- | -------------------- | -------------------- | -------------------- | ------------------- | --------- | ------------- |
| Антидурь       | 6 сентября 2007      | «Наше кино»          | 34 млн руб.          | 23 февраля 2010     | Россия-1  | нет данных    |
| Поклонница     | 24 января 2012       | «Гельварс»           | нет данных           | 4 ноября 2013       | Первый    | нет данных    |
| Дом на обочине | 9 февраля 2012       | «Централ партнершип» | 0,7 млн руб.         | 4 декабря 2011      | СТБ       | нет данных    |
| Жажда          | 20 февраля 2014      | «ПРОвзгляд»          | 0,547 млн руб.       | 24 апреля 2016      | НТВ       | нет данных    |
| Собачий рай    | 19 июня 2014         | «Кинография»         | 0,264 млн руб.       | —                   | —         | —             |
| Василиса       | 4 декабря 2014       | «Парадиз»            | 17 млн руб.          | 1 ноября 2015       | Первый    | 3.5/ 9.4      |
| Молот          | 3 ноября 2016        | «Централ партнершип» | 88 млн руб.          | 24 декабря 2021     | НТВ       | —             |
| Жили-были мы   | 27 апреля 2017       | —                    | 0,366 млн руб.       | —                   | —         | —             |

## Телевизионные фильмы (1—2 серии)
| Фильм                         | Дата премьеры   | Телеканал     | Рейтинг/ доля |
| ----------------------------- | --------------- | ------------- | ------------- |
| Снежный ангел                 | 6 января 2008   | Первый        | 8.0/ 21.3     |
| Мой любимый раздолбай         | 12 февраля 2012 | Седьмой канал | нет данных    |
| Соло на саксофоне             | 25 августа 2012 | Первый        | нет данных    |
| У Бога свои планы             | 18 ноября 2012  | Интер         | нет данных    |
| Настоящая любовь              | 1 декабря 2012  | Украина       | нет данных    |
| Четверг, 12-е                 | 16 декабря 2012 | СТБ           | нет данных    |
| Женский день                  | 10 марта 2013   | СТБ           | нет данных    |
| Игры детей взрослого возраста | 3 октября 2013  | Седьмой канал | нет данных    |

## Cериалы
| Название                          | Даты выпуска                     | Телеканалы / Онлайн-кинотеатры | Жанр                            |
| --------------------------------- | -------------------------------- | ------------------------------ | ------------------------------- |
| «Маросейка, 12»                   | 3 сентября 2000—23 сентября 2001 | РТР                            | детектив                        |
| «Кобра»                           | 30 сентября 2001—4 апреля 2003   | РТР/Россия                     | детектив                        |
| «Ледниковый период»               | 11—21 ноября 2002                | Первый канал                   | детектив                        |
| «Бедная Настя»                    | 31 октября 2003—30 апреля 2004   | СТС                            | историческая мелодрама          |
| «Линии судьбы»                    | 10 ноября—18 декабря 2003        | Россия                         | драма                           |
| «Зона»                            | 16 января—25 июня 2006           | НТВ                            | остросюжетная драма             |
| «Автономка»                       | 11 сентября—2 ноября 2006        | НТВ                            | боевик                          |
| «Врачебная тайна»                 | 7 ноября 2006—25 января 2007     | НТВ                            | медицинская драма               |
| «Молодые и злые»                  | 13 ноября 2006—14 февраля 2007   | НТВ                            | детектив                        |
| «Атлантида»                       | 3 декабря 2007—8 февраля 2008    | СТС                            | криминальная мелодрама          |
| «Чемпион»                         | 3 марта 2008—6 мая 2009          | СТС                            | мелодрама                       |
| «Морской патруль»                 | 2 июня 2008—16 июля 2009         | Первый канал                   | приключения                     |
| «Рыжая»                           | 30 июня 2008—27 февраля 2009     | СТС                            | мелодрама                       |
| «Братья-детективы»                | 1—4 декабря 2008                 | Россия                         | детектив                        |
| «Шальной ангел»                   | 12 января—6 февраля 2009         | 1+1                            | криминальная мелодрама          |
| «Любовь — не то, что кажется»     | 12 мая—21 июля 2009              | СТС                            | драмеди                         |
| «Умница, красавица»               | 5 декабря 2009                   | 1+1                            | мелодрама                       |
| «Вербное воскресенье»             | 7—10 декабря 2009                | Интер                          | мелодрама                       |
| «Московский дворик»               | 16—19 февраля 2010               | 9 канал                        | драма                           |
| «Девичник»                        | 22—25 февраля 2010               | Интер                          | мелодрама                       |
| «Справедливости»                  | 1 марта 2010—29 июня 2012        | 7ТВ, Украина                   | детектив                        |
| «Выхожу тебя искать»              | 23 марта 2010—12 апреля 2013     | 9 канал, Интер                 | мелодрама                       |
| «Подарок судьбы»                  | 12 апреля—13 мая 2010            | 9 канал                        | мелодрама                       |
| «Личное дело капитана Рюмина»     | 19—29 апреля 2010                | РЕН ТВ                         | детектив                        |
| «Дыши со мной»                    | 16 мая 2010—16 марта 2012        | Интер, Россия-1                | мелодрама                       |
| «Черкизона. Одноразовые люди»     | 31 мая—10 сентября 2010          | РЕН ТВ                         | криминальная драма              |
| «Правда скрывает ложь»            | 28 июня—1 июля 2010              | Россия-1                       | детектив                        |
| «Такая обычная жизнь»             | 5 июля—16 сентября 2010          | Домашний                       | мелодрама                       |
| «Одержимый»                       | 16 августа—2 сентября 2010       | Первый канал                   | детектив                        |
| «Индус»                           | 11—15 октября 2010               | Россия-1                       | приключенческая мелодрама       |
| «Женские мечты о дальних странах» | 26 октября—12 ноября 2010        | 9 канал                        | мелодрама                       |
| «Золотой капкан»                  | 27 октября—17 ноября 2010        | НТН                            | боевик                          |
| «Реальные кабаны»                 | 15 ноября—7 декабря 2010         | РЕН ТВ                         | драмеди                         |
| «Робинзон»                        | 18—21 апреля 2011                | Интер                          | драма                           |
| «Судмедэксперты»                  | 23—26 мая 2011                   | 9 канал                        | детектив                        |
| «Сердце Марии»                    | 13 июня—2 октября 2011           | Интер                          | мелодрама                       |
| «Чистая проба»                    | 10—17 июля 2011                  | Украина                        | детектив                        |
| «Счастливчик Пашка»               | 25—28 июля 2011                  | 9 канал                        | мелодрама                       |
| «Сделано в СССР»                  | 14—21 августа 2011               | 9 канал                        | драма                           |
| «Встречное течение»               | 22 августа—1 сентября 2011       | РЕН ТВ                         | детектив                        |
| «Немного не в себе»               | 29 августа—15 сентября 2011      | Первый канал                   | романтическая комедия           |
| «Настоящие»                       | 3—13 октября 2011                | РЕН ТВ                         | детектив                        |
| «Дар»                             | 17 октября 2011—15 февраля 2012  | Интер                          | драма                           |
| «Вендетта по-русски»              | 17—27 октября 2011               | РЕН ТВ                         | криминальный триллер            |
| «Случайный свидетель»             | 6 ноября 2011                    | Украина                        | детектив                        |
| «Забытый»                         | 25 декабря 2011                  | 9 канал                        | криминальная драма              |
| «Ласточкино гнездо»               | 9—12 января 2012                 | Россия-1                       | мелодрама                       |
| «Измена»                          | 16—18 января 2012                | Россия-1                       | мелодрама                       |
| «На край света»                   | 6—10 февраля 2012                | Интер                          | остросюжетная мелодрама         |
| «Отрыв»                           | 2—12 апреля 2012                 | Первый канал                   | остросюжетная драма             |
| «Самара»                          | 14 мая 2012—3 апреля 2014        | Россия-1                       | мелодрама                       |
| «Отстегните ремни»                | 20—23 августа 2012               | Интер                          | криминальная мелодрама          |
| «Соседи»                          | 20—30 августа 2012               | 3+                             | комедия                         |
| «Иван и Толян»                    | 26 сентября—4 октября 2012       | Седьмой канал                  | детективная комедия             |
| «Преступление по наследству»      | 29 октября—1 ноября 2012         | Интер                          | боевик                          |
| «Виктория»                        | 15—16 декабря 2012               | Украина                        | мелодрама                       |
| «Уравнение любви»                 | 11—14 марта 2013                 | Первый канал                   | мелодрама                       |
| «Идеальный брак»                  | 1—4 апреля 2013                  | Интер                          | мелодрама                       |
| «Бывшая жена»                     | 20—28 мая 2013                   | Первый канал                   | мелодрама                       |
| «Дурная кровь»                    | 30 сентября—9 октября 2013       | Интер                          | криминальная мелодрама          |
| «Дело чести»                      | 21 октября—21 ноября 2013        | Седьмой канал                  | криминальная драма              |
| «Всё будет хорошо»                | 25 октября 2013                  | Интер                          | мелодрама                       |
| «Жить дальше»                     | 18—25 ноября 2013                | Интер                          | мелодрама                       |
| «Майор полиции»                   | 26 ноября—6 декабря 2013         | Интер                          | криминальная мелодрама          |
| «Не женское дело»                 | 16—19 декабря 2013               | Украина                        | криминальная мелодрама          |
| «Любовь — не картошка»            | 23—27 декабря 2013               | Интер                          | мелодрама                       |
| «Роковое наследство»              | 27 января—13 февраля 2014        | Интер                          | детектив                        |
| «Танкисты своих не бросают»       | 7 февраля 2014                   | 9 канал                        | мелодрама                       |
| «Всё сначала»                     | 5 апреля 2014                    | Интер                          | криминальная мелодрама          |
| «Обмани, если любишь»             | 12—13 апреля 2014                | Украина                        | мелодрама                       |
| «Доброе имя»                      | 12—15 мая 2014                   | Седьмой канал                  | мелодрама                       |
| «На рубеже. Ответный удар»        | 25 мая 2014                      | НТВ                            | боевик                          |
| «С чего начинается Родина»        | 29 сентября—2 октября 2014       | Первый канал                   | детектив                        |
| «Майские ленты»                   | 18 октября 2014                  | Интер                          | мелодрама                       |
| «Тальянка»                        | 18—21 ноября 2014                | Седьмой канал                  | мелодрама                       |
| «Тест на беременность»            | 26 января 2015—8 февраля 2023    | Первый канал Kion              | мелодрама                       |
| «Такая работа»                    | 2 февраля 2015—17 ноября 2016    | Пятый канал                    | детектив                        |
| «Джуна»                           | 30—31 мая 2015                   | Украина                        | байопик                         |
| «Василиса»                        | 12 июня 2015                     | Первый канал                   | историческая драма              |
| «Майя»                            | 29 февраля—4 марта 2016          | Домашний                       | детектив                        |
| «Всем всего хорошего»             | 17 мая 2016                      | Седьмой канал                  | мелодрама                       |
| «Пьяная фирма»                    | 19—22 декабря 2016               | ТНТ                            | комедия абсурда                 |
| «Непокорная»                      | 30 октября—2 ноября 2017         | Первый канал                   | криминальная драма              |
| «Хождение по мукам»               | 27 ноября—5 декабря 2017         | НТВ                            | историческая драма, экранизация |
| «Обратный отсчёт»                 | 12—21 марта 2018                 | НТВ                            | детектив                        |
| «Одна жизнь на двоих»             | 26 марта—5 апреля 2018           | Россия-1                       | мелодрама                       |
| «Ласточка»                        | 15—19 октября 2018               | Россия-1                       | остросюжетная мелодрама         |
| «Светлана»                        | 15—18 октября 2018               | Первый канал                   | байопик                         |
| «Чернов»                          | 4—7 марта 2019                   | НТВ                            | мистический детектив            |
| «Мама Лора»                       | 13—23 мая 2019                   | Первый канал                   | комедийный детектив             |
| «Двое против смерти»              | 22—30 июля 2019                  | Первый канал                   | мелодрама                       |
| «Расплата»                        | 5—7 ноября 2019                  | Россия-1                       | остросюжетная мелодрама         |
| «Барс»                            | 25 ноября 2019—25 января 2020    | Пятый канал                    | детектив                        |
| «Проспект Обороны»                | 18—27 марта 2020                 | НТВ                            | спортивная драма                |
| «Конец невинности»                | 5—22 апреля 2021                 | Первый канал                   | мелодрама                       |
| «Немцы»                           | 28 апреля—9 июня 2021            | Kion, НТВ                      | драма                           |
| «ЮЗЗЗ»                            | 24 мая—14 июня 2022              | Premier, ТНТ                   | криминальная драма              |
| «Акушер»                          | 13—22 февраля 2023               | НТВ                            | медицинский детектив            |
| «Спасти единственного сына»       | 12 мая—9 июня 2023               | Kion, НТВ                      | драма                           |
| «ГДР»                             | 16 февраля 2024                  | Wink, НТВ                      | шпионская драма                 |
| «Чистые»                          | 24 июня 2024—настоящее время     | Wink                           | историческая драма              |
| «Работа над ошибками»             | 19 октября 2024                  | Кинопоиск                      | биографическая драма            |
| «Ландыши. Такая нежная любовь»    | 1—7 января 2025                  | Wink, СТС                      | музыкальная мелодрама           |
| «Положение вещей»                 | 17—27 марта 2025                 | СТС                            | комедия                         |